# Ella Waweya
Ella Waweya (hebräisch אלה ואויה, arabisch إيلا واوية; geboren am 16. Oktober 1989 in Qalansawe), bekannt auch als Captain Ella, ist eine israelische Offizierin der israelischen Verteidigungsstreitkräfte (IDF). Sie war die erste Majorin der israelischen Armee, die dem Bevölkerungsteil der muslimischen Araber in Israel angehört. In der Armee dient sie als stellvertretende Sprecherin für die arabischen Medien.

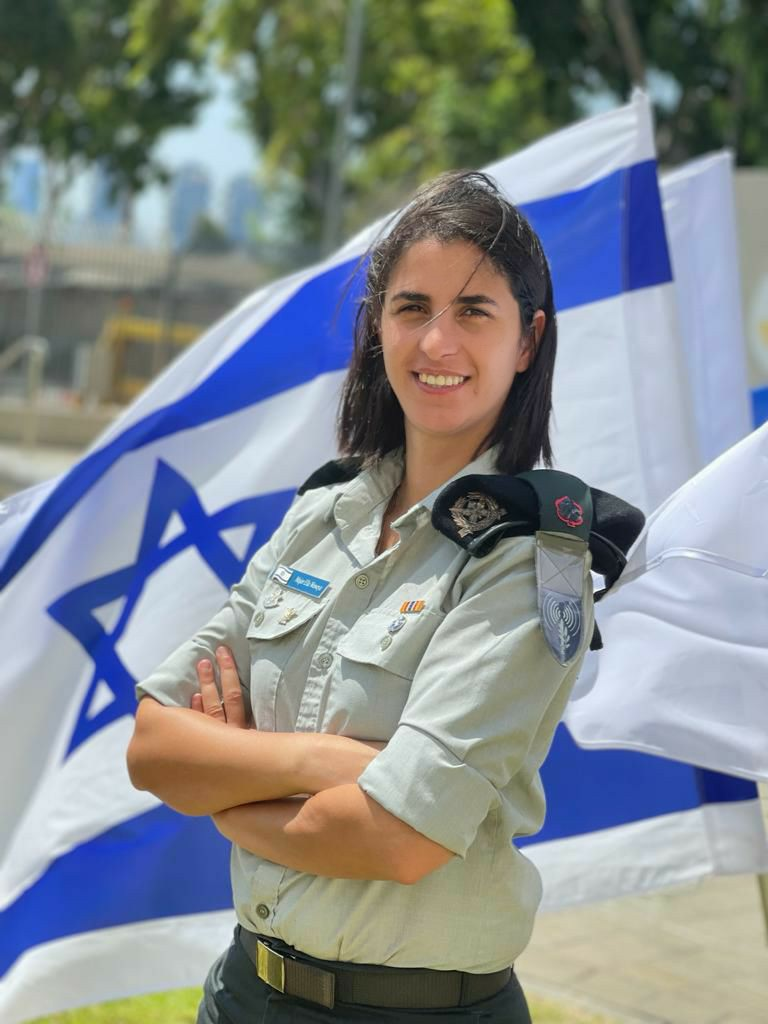
Ella Waweya (2021)

## Leben
Sie wuchs in einer konservativen, religiösen Familie von muslimischen Arabern in Israel auf. Nach eigenen Angaben brachten sie im Alter von zwölf Jahren die Berichte des katarischen Senders Al Jazeera über die Zweite Intifada dazu, über ihre Identität als Araberin in Israel nachzudenken, ihr Berufswunsch wurde Journalistin. Der Erhalt ihres israelischen Personalausweises stärkte sie in ihrer Identität als Israeli. Sie begann ein Studium der Kommunikation an einer Hochschule in Israel und leistete 2011 ein Jahr Nationaldienst im Krankenhaus Meir Hospital in Kfar Saba. Nach einer Podiumsdiskussion, an der auch Brigadegeneral Yoav Mordechai teilgenommen hatte, wurde ihr angeboten, in der Pressestelle der Armee zu arbeiten, was sie ab 2013 dann auch tat. Ihre Familie informierte sie davon zunächst nicht, als sie jedoch als „herausragende Soldatin“ vom Präsidenten Israels geehrt wurde, erfuhr auch ihre Familie davon und brach mit ihr. Erst später kam es wieder zu einer Verständigung. Als Soldatin nahm Waweya an den Operationen Protective Edge (מִבְצָע צוּק אֵיתָן), Nördlicher Schutzschild (מבצע מגן צפוני) und Rückkehr der Brüder (מבצע שובו אחים) teil. Im Jahr 2015 begann sie eine Offiziersausbildung. Im September 2021 wurde sie zum Major befördert.
Unter dem Namen Captain Ella (den sie auch nach ihrer Ernennung zum Major weiterführt) veröffentlicht Ella Waweya Videos in Social Media, mit denen sie Arabern Informationen über Israel und die IDF liefert.